# Baltanska Reka
Baltanska Reka (makedonska: Балтанска Река) är ett vattendrag i Nordmakedonien.   Det rinner genom kommunen Resen, i den sydvästra delen av landet, 120 kilometer söder om huvudstaden Skopje.